# Armando Reverón
Armando Julio Reverón Travieso (Caracas, 10 maggio 1889 – Caracas, 18 settembre 1954) è stato un pittore venezuelano. Entusiasta dell'Impressionismo francese, la sua pittura si è evoluta dall'astrattismo al simbolismo.

## Biografia
Armando Reverón nasce a Caracas il 10 maggio 1889, figlio di Julio Reverón Garmendia e Dolores Travieso Montilla. Dopo il fallimento del matrimonio dei suoi genitori, viene mandato a Valencia presso una famiglia amica, i Rodriguez Zocca.  In questa città frequenta la prima elementare con i salesiani. Qui rimane a fino ai 15 anni, età in cui comincia già a dimostrare il suo gusto per i colori e le forme. Questo grazie agli insegnamenti dello zio materno Ricardo Montilla che gli impartisce le prime nozioni sulla pittura risvegliando così la sua vocazione artistica. Nel 1904 ritorna a vivere insieme alla madre a Caracas. Nel 1908 si iscrive alla Accademia delle Belle Arti e fra i suoi maestri troviamo Antonio Herrera Toro, Emilio Mauri e Pedro Zerpa. Dati i suoi brillanti risultati negli studi gli viene concessa una borsa di studio in Europa nel 1911. In quell'anno si trasferisce in Spagna e si iscrive alla Escola de Artes i Oficis de La Lonja di Barcellona dove impara varie tecniche da Vicens Climent Navarro. Nel 1912 ritorna per un breve periodo a Caracas con opere che sono incluse nelle esposizioni del Circulo de Bellas Artes da poco fondato. L'influenza artistica ricevuta durante quell'anno in Spagna è evidente così come l'assimilazione avvenuta delle tecniche predominanti nel vecchio continente e la sua ammirazione per gli artisti spagnoli dell'epoca. Tra il 1912 e il 1913 torna nuovamente in Spagna ed entra alla Real Academia de Bellas Artes San Fernando di Madrid e frequenta spesso l'atelier di Jose Moreno Carbonero e di Antonio Muñoz Degrain. Ad inizio secolo il panorama della pittura spagnola è dominato da un gruppo di artisti che sono contrari agli schemi accademici e Reverón diventa partecipe di quest'inquietudine che si riflette nelle opere di quell'epoca. Si dedica allo studio delle opere di Francisco Goya, El Greco e Zurbaran, artisti che ammirerà moltissimo e da cui rimarrà fortemente impressionato. Durante la sua permanenza in Spagna riceve l'invito ad andare a Parigi dove rimane per alcuni mesi nel 1914. A Parigi viene ospitato da Fournier e da sua moglie Clotilde Pietro de Daudat e ha modo di incontrare Tito Salas e Carlos Otero. Da allora Reverón entra in contatto con la tendenza pittorica di moda nella città ma non è molto interessato alle opere di artisti come Paul Cézanne, Pablo Picasso, Marc Chagall o Amedeo Modigliani e di questo ne racconta a sua madre nelle molte lettere che le scrive.

## Il periodo blu
Nel 1915, dopo l'esperienza parigina, si sposta a Madrid ma poco dopo decide di tornare definitivamente in Venezuela. A Caracas è ospitato da sua zia Pepita Reverón de Martinez Zozaya. Si reca frequentemente al Circulo de Bellas Artes e tra il 1915 e 1917 conosce Samys Mutzner, pittore rumeno di modeste qualità che avrà una certa influenza sulle sue opere perché introduce fra i pittori locali i principi del post-impressionismo. Tra il 1917 e 1918 decide di vivere a La Guaira e di dare lezioni di pittura presso il Colegio Santos Michelena. Nel 1918 conosce a Juanita Rios che inizialmente sarà la sua modella e poi diventerà sua moglie. Nel 1919 arriva a Caracas il pittore russo Nicolas Ferdinandov, il quale diventerà molto presto il suo punto di riferimento. È proprio in questo periodo che Reverón dipinge i primi paesaggi che caratterizzeranno il suo periodo blu in cui dominano le atmosfere oniriche, gli impasti pittorici densi ed i toni azzurri. La sua prima opera importante è La Cueva  meglio conosciuta come Mujeres en la Cueva  nella quale si percepisce come l'influenza spagnola stia scomparendo. Questo periodo dura più o meno fino al 1923 ed è il più breve di tutti. Altre opere di questa tappa sono Figura bajo un uvero, La Trinitaria e El Bosque de la Manguita. Nel gennaio del 1920 Reverón e Monasterios chiudono una mostra alla Escuela de Musica y Declamación. Poco dopo espone insieme a Ferdinandov, Federico Brandt e Antonio Edmundo Monsanto nei saloni dell'Università Centrale del Venezuela. Le opere esposte sono dodici oli su tela in cui sono presenti i primi riferimenti a Macuto, luogo in cui decide di costruire il Castillete, la sua casa-studio,  intorno al 1921, dove rimarrà fino alla morte.

## Il periodo bianco

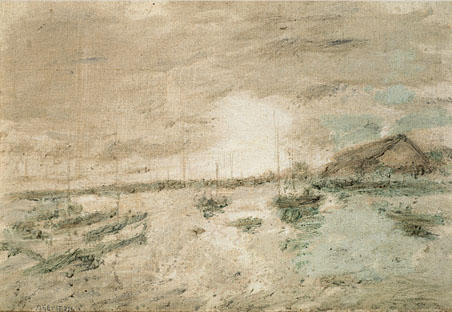
El Puerto de La Guaira

In questi anni ha inizio il suo periodo bianco in cui produce opere prodigiose usando pennellate corte in composizioni di stile astratto in cui dominano i toni bianchi. L'opera che segna il passaggio dal periodo blu a quello bianco è Fiesta en Caraballeda del 1924 in cui inserisce elementi nuovi alla sua pittura come pezzi di cocco, sassi, ecc.  Luz tras mi enramada e Playa con figura de mujer consolidano l'espressività del periodo bianco che si estende fino al 1934. Nel 1926 dipinge Oleaje e Playa de Macuto. Dal 1929 in poi la sua pittura diventa più densa e diretta tanto da lasciare un'impronta personale all'arte pittorica. Nel 1932 Julian Padron pubblica nella rivista Elite un articolo sull'artista con foto di Alfredo Boulton che testimoniano i procedimenti tecnici che usa. Nel 1933 Reverón soffre la sua prima crisi nervosa ed abbandona l'olio e le tele da lui usate per dipingere sulla carta con pigmenti diluibili in acqua. È un cambiamento fondamentale che gli permette di raggiungere una ricchezza del colore e nello sviluppo delle trasparenze.  Boulton organizza nel 1934 un'esposizione all'ateneo di Caracas per aiutare l'artista che vive in una precaria situazione economica, ma nonostante gli sforzi dell'organizzatore si vendono poche opere. Anni più tardi gli stessi dipinti saranno esposti nella galleria Katia Granoff di Parigi e avranno molto successo. A metà degli anni trenta ritorna alle tele insieme all'uso di pigmenti diluibili in acqua e alle pennellate d'olio. Realizza grandi composizioni sceniche e crea delle bambole che prendono il posto delle modelle perché costose.

## Il periodo seppia
Il suo periodo Seppia inizia nel 1936, anno in cui sfrutta il colore stesso della tela nel suo stato quasi vergine. Rappresentativo di questo periodo è il suo quadro Cocoteros e i vari nudi dove si può apprezzare l'uso frequente dei toni gialli, arancioni e ocra. Questo periodo dà una nuova dimensione al paesaggio del litorale con l'eliminazione completa delle ombre e dei toni blu. Inoltre è il suo periodo creativo più lungo poiché finisce nel 1949. Gli anni di questo periodo segnano una preferenza per la figura umana con tonalità che accompagnano le sue opere fino alla fine. Nel 1937 ottiene una medaglia nella esposizione internazionale di Parigi e l'anno successivo partecipa all'esposizione inaugurale del Museo de Bellas Artes di Caracas e nel 1939 alla Fiera Mondiale di New York. Quello stesso anno Mariano Picón Salas pubblica il suo primo studio monografico sull'artista nella Rivista Nazionale di Cultura. Ottiene nel 1941 un premio di pittura quando viene aperto al pubblico il primo salone ufficiale d'arte venezuelana nel Museo de Bellas Artes. In seguito partecipa all'esposizione commemorativa del quarto centenario della fondazione di Santiago del Cile e riceve una medaglia d'argento e un diploma. Altre manifestazioni alle quali partecipa sono il II e il III Salone Ufficiale del 1941 e del 1942 rispettivamente ed alla manifestazione del paesaggio venezuelano del 1942. In questa fase della sua vita si ammala sua madre ed egli costruisce una casa dove poter ospitarla e prendersene cura.

## Gli ultimi anni
Nel 1943 muore sua madre e Reverón viene colpito da una forte depressione che sfocia in uno squilibrio mentale. Riesce comunque a partecipare a il IV Salone Ufficiale esponendo opere di grande paesaggi seppia della costa e pitture del Porto di La Guaira. Sempre a causa del forte squilibrio mentale viene ricoverato nell'Ospedale di San Jorge dal dottor J.A Baez Finol. La sua inattività dura due anni. Dall'ospedale torna a Macuto ed entra nella tappa finale della sua produzione. Comincia ad usare gessetti e matite a colori e nel 1948 espone nel Taller Libre de Arte nell'ateneo di Caracas altri quadri del suo periodo bianco. Nel 1951 viene organizzata una mostra con i suoi quadri nel Hogar Americano. Ma nel 1952 il suo stato mentale diviene preoccupante ed il suo lavoro comincia a risentirne così come peggiora la sua qualità artistica. Nell'anno 1953 riceve il Premio Nazionale di Pittura nel Salone Ufficiale d'Arte Venezuelana e anche i premi Federico Brandt e John Boulton. Purtroppo quello stesso anno viene ricoverato definitivamente nell'Ospedale San Jorge dove muore a causa di una embolia cerebrale il 18 settembre 1954. Durante i mesi in cui egli è ricoverato non perde del tutto le sue capacità artistiche e riesce a realizzare dodici quadri nei quali i suoi modelli gli altri malati, le infermiere o i giardini dell'ospedale. Uno di questi ultimi quadri appartiene al Museo de Bellas Artes chiamato Paisaje.
L'anno dopo la sua morte viene organizzata un'esposizione retrospettiva delle sue opere nel Museo de Bellas Artes con 399 dipinti realizzati tra gli anni 1910 e 1954. Inoltre viene realizzata una selezione di 55 opere da presentare all'Istituto d'Arte Contemporaneo di Boston e alla Galleria d'Arte Corcoran di Washington tra il 1955 e il 1956. Nel 1960 si apre la Biennale Armando Reverón.
Dal 2008, si tiene una mostra speciale nel Museo d'Arte Moderna di New York di 100 dipinti eseguiti da Reverón.

## Opere
- La cueva (1920).
- Paisaje del Calvario (1915).
- Reja en la casa de Eduardo Calcaño(1916).
- Uveros (1919).
- Familia Rodríguez Zocca (1919).
- Procesión de la Virgen del Valle (1920).
- Fiesta en Caraballeda (1924).
- Figura (1927).
- Marina (1927).
- Paisaje azul (1929).
- El Rancho (1930).
- Cocoteros en la playa (1930).
- Paisaje de Macuto (1931).
- Mujer desnuda leyendo (1932).
- Ranchos (1932).
- Desnudo en el paisaje (1933).
- La hamaca - contraluz (1933).
- Lectura (1933).
- Juanita (1934).
- Paisaje blanco (1934).
- Juanita en traje de baño rojo (1934).
- Juanita y el arriero (1934).
- Uveros (1934).
- Maja (1936).
- Desnudo (1939).
- Cinco figuras (1939).
- El puerto de La Guaira (1940).
- El playón (1942).
- Paisaje con uveros (1942).
- Paisaje de Macuto (1943).
- Marina (1944).
- Desnudo acostado (1947).
- Dos figuras (1948).
- Cruz de mayo (1948).
- Navidad de muñecas (1949).
- Patio del sanatorio (1954.
- Paisaje (Data sconosciuta).